# Stephan Lindstein

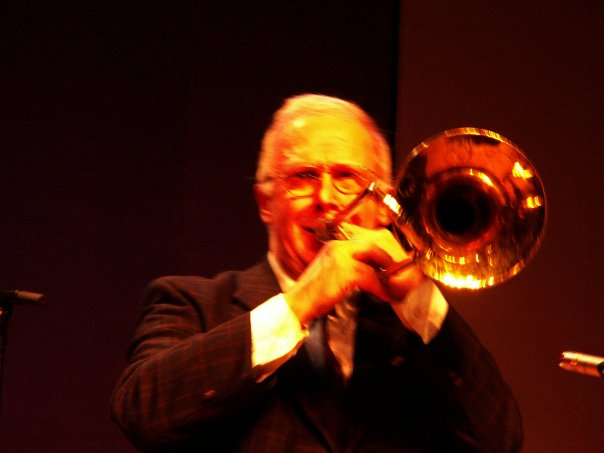
Stephan Lindstein 2007

Stephan Lindstein, född Rolf Stephan Lindstein 11 december 1943 i Stockholm, är en svensk jazzmusiker (trombon). Har spelat med de flesta trad-, dixie- och swingbanden i Stockholm med omnejd, till exempel Swingville Seven med Liza Larsson, LIRA! med Anders Linder, Belles & Gubbs, Harlem Jazz Camels, Jazz Doctors, Sveriges Jazzband, Hot Frogs, Kustbandet, Skärgårdspojkarna och Angasarbaletten.
Lindstein takterar även piano, sax, klarinett och elbas.
Lindstein var trombonist i dixielandorkestern Hep Cats under 30 år, bandet lever vidare under namnet Jacks Katter. Han leder sedan 1991 det fria jazzkollektivet Jazztified.
Lindstein spelade med legendarerna Miff Görling på 1950-talet och Karl-Otto Naessen på 1960-talet. Har också spelat med Jack Lidström, Wild Bill Davidson, Arne Domnérus och Dan Barrett med flera.
Lindstein turnerade landet runt med gudstjänsten 'Jazz Å Gud' med Nils-Göran Wetterberg på 1990- och nollnolltalet, samt har turnerat med Jeja Sundström och Marianne Kock.
CD
- Ålandsresan 1987
- Stampen 1997
- A Taste of Vintage Jazz 1998
- Västeråskonserten 2001
- FestiJazz 2005
- Hep Cats Örebro 2015